# Alien Injection
Alien Injection is het vijfde muziekalbum van de Amerikaanse band Spirits Burning. De leider van Spirits Burning heeft een aantal leidende figuren uit de spacerockscene bij elkaar gebracht en deze cd opgenomen. De muziek is te vergelijken met die van Gong en een zachte versie van Hawkwind.

## Musici
Onder de musici zijn te vinden: Daevid Allen, Michael Moorcok, Steve Palmer en leden van Dark Sun en Hawkwind.

## Composities
De composities zijn van allerlei musici die meespelen op dit album:
1. Alien injection
2. New religion
3. Alpha Harmony
4. Every gun plays its own tune
5. Logger's review (Brain Tawn speaks)
6. Augustus
7. Future memories
8. The entropy tango
9. Another world
10. The hawk
11. Imported serpents
12. Ingleborough
13. Upturned dolphin
14. Salome
15. Montfallcon
16. Heaven (is one quality tree for the road)